# Kloralkali-elektrolyse-anlæget
Kloralkali-elektrolyse-anlæget er en dansk virksomhedsfilm, der er produceret for Dansk Sojakagefabrik.

## Handling
Denne artikel mangler et handlingsreferat. Hjælp os med at skrive det.